# Reiner Kugler
Reiner Kugler (5 febbraio 1911 – ...) è stato un calciatore cecoslovacco, di ruolo attaccante.

## Carriera

### Nazionale
Il 3 aprile 1938 esordisce contro la Svizzera (4-0).